# Museo dell'Opera del Duomo (Florence)
Pour les articles homonymes, voir Museo dell'Opera del Duomo.
Le museo dell'Opera del Duomo est le musée de l'Œuvre de la cathédrale Santa Maria del Fiore et du baptistère Saint-Jean-Baptiste dans la commune de Florence. Il accueille les traces des projets successifs et les œuvres d'art déplacées au cours des siècles.
Situé au nord-est de la place, à l'arrière du duomo (la cathédrale, désignée en italien par son dôme), il rassemble un noyau très important de la statuaire gothique et Renaissance ainsi qu'une des plus grandes collections au monde de l'œuvre de Donatello. 

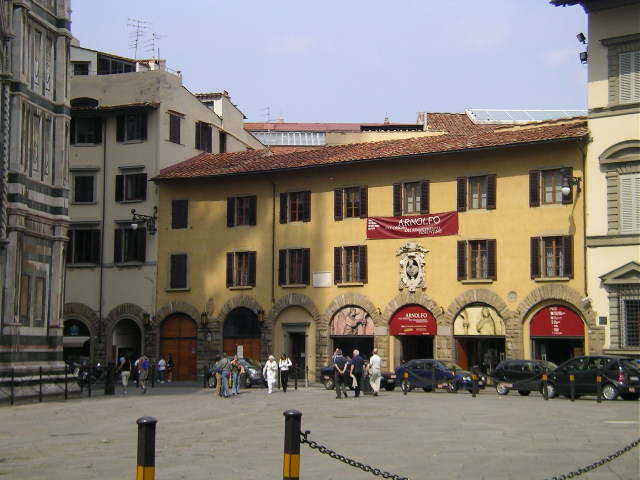
Façade du musée.

## Histoire
Construit en 1296, l'édifice abrite l'institution de l'Opera del Duomo (« Œuvre de la cathédrale »), l'œuvre  au sens d'ouvrage, de travail de construction puis d'entretien. La basilique terminée en 1436, l'Opera continue son activité de tutelle et de manutention du complexe sacré formé par le duomo, le baptistère et le campanile, et, depuis le 3 mai 1891, une partie de ses salles sont ouvertes au public et transformées en musée.
Entre 1998 et 2000, dans la perspective de l'année sainte, l'espace muséal est modernisé et agrandi d'un tiers par les architectes Luigi Zangheri et David Palterer (it). Une nouvelle étape d'agrandissement du musée, confiée à Adolfo Natalini, Piero Guicciardini et Marco Magni, a vu le jour à l'automne 2015 : elle a permis de replacer plusieurs œuvres (deux cents reliefs et éléments de décor) dans leur contexte de l'époque par la reconstitution de la façade  de la cathédrale Santa Maria del Fiore de 1587 dans un nouvel espace, la salle du Paradis.

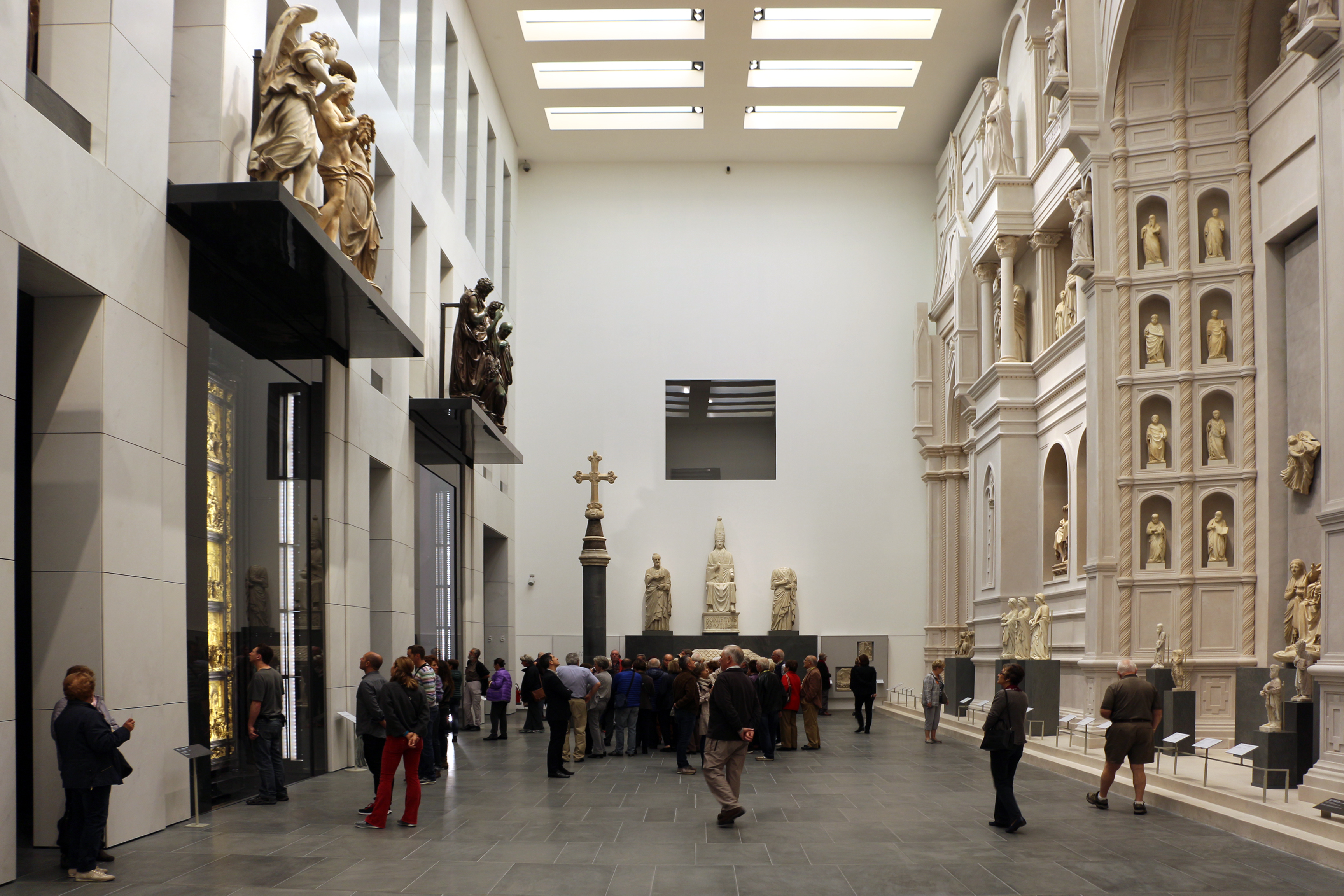
La salle du Paradis (à gauche, les trois portes du baptistère Saint-Jean ; à droite, reconstitution de la façade de Santa Maria del Fiore en 1587.
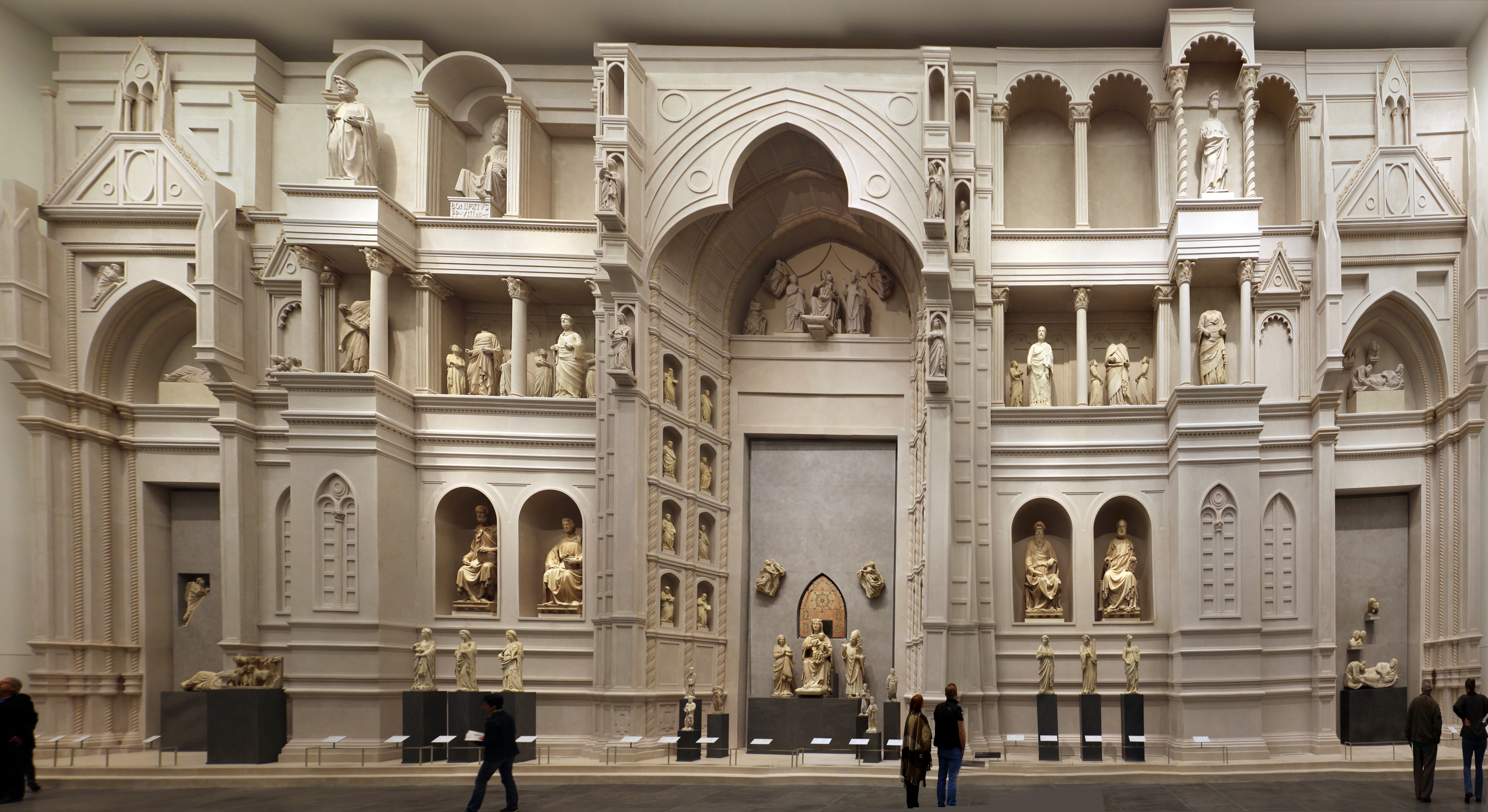
Reconstitution de la façade de la cathédrale Santa Maria del Fiore en 1587.

En face de cette façade reconstituée, la salle  présente les originaux des portes en bronze du baptistère Saint-Jean, chacune complétée par son groupe sculpté.

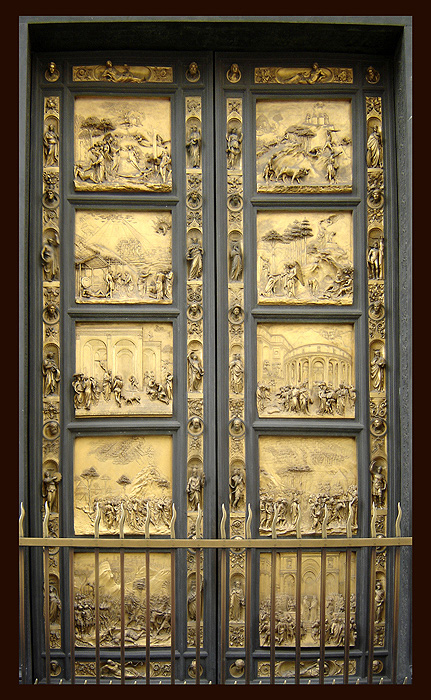
Lorenzo Ghiberti, la Porte du Paradis, 1425-1452.
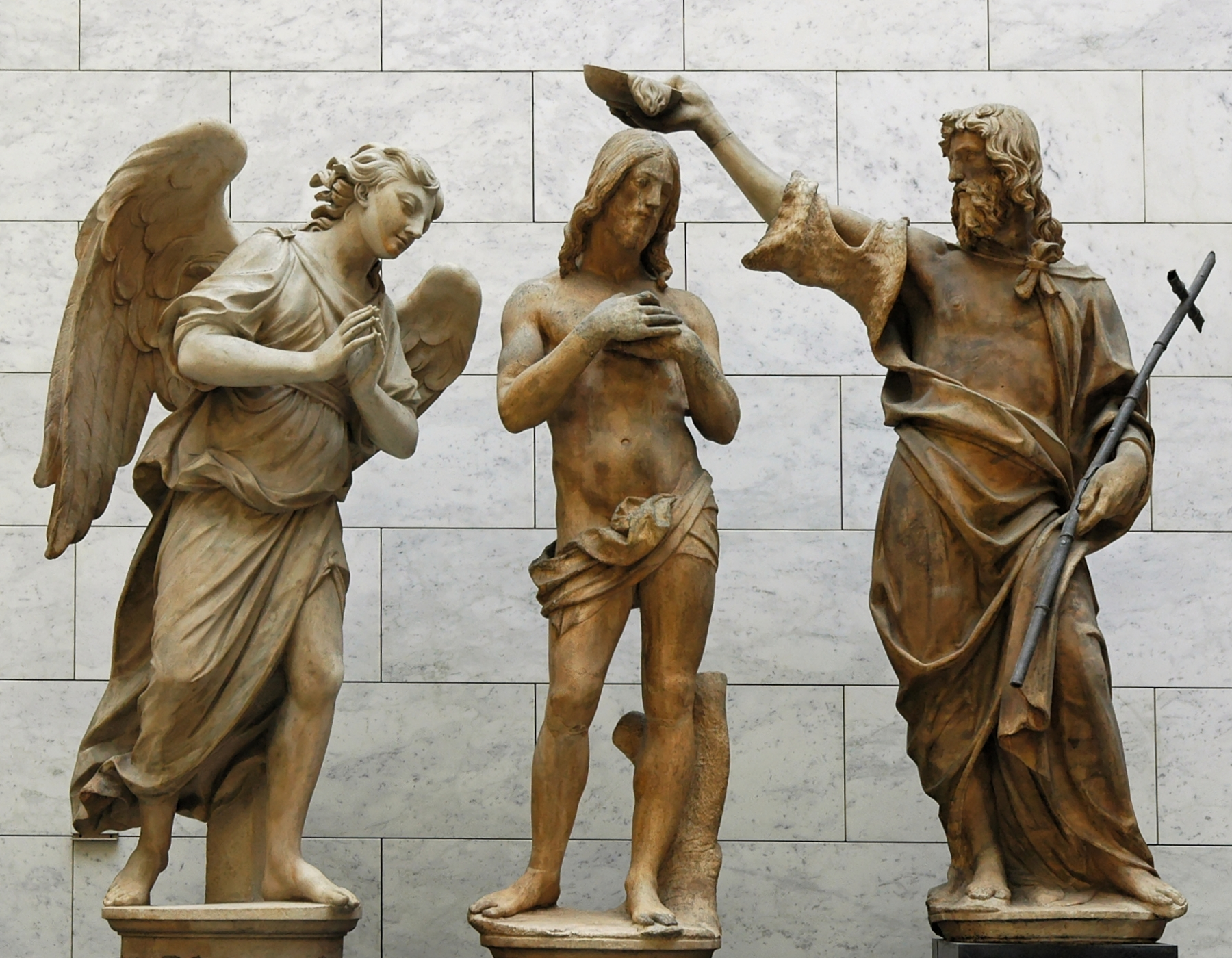
Andrea Sansovino, le  Baptême, 1501-1504,	au-dessus de la Porte du Paradis. L'ange est une œuvre ultérieure d'Innocenzo Spinazzi.
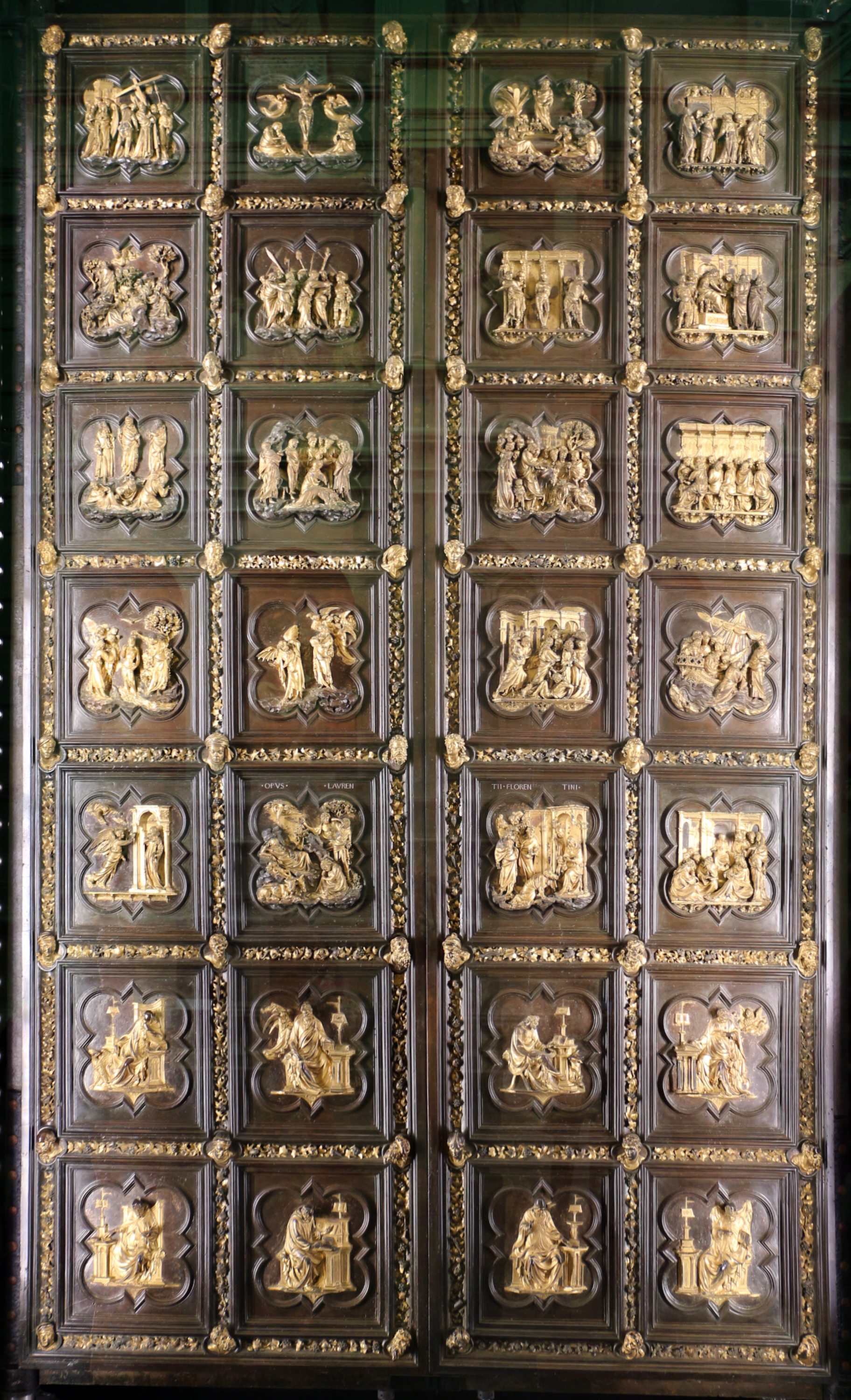
Lorenzo Ghiberti, la porte Nord du baptistère, 1403-1424.

## Collections

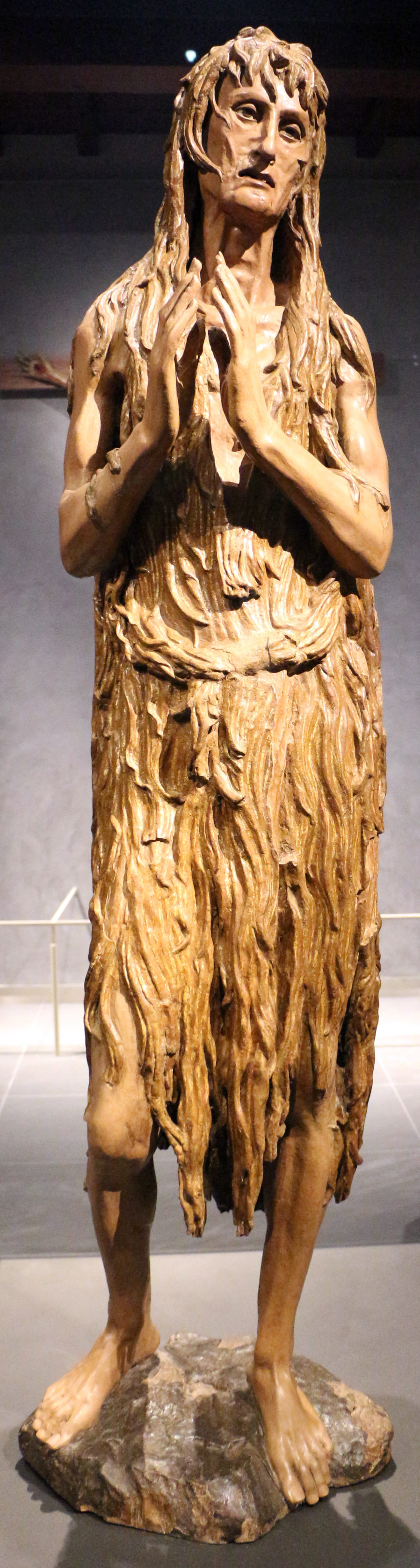
Donatello, Maria Magdalena.

Parmi les œuvres les plus importantes se trouvent les bas-reliefs originaux de Lorenzo Ghiberti de la Porte du Paradis du baptistère, les sculptures d'Arnolfo di Cambio provenant en grande partie de l'antique façade de la cathédrale comme la statue de Boniface VIII, les bas-reliefs d'Andrea Pisano détachés du campanile, les cantoria du duomo de Donatello et de Luca della Robbia qui furent placées au-dessus de la porte de la sacristie des Messes jusqu'en 1688, l'autel en argent comportant des scènes de la vie de saint Jean-Baptiste exécuté pour le baptistère entre 1366 et 1480 par les sculpteurs et orfèvres tels que Antonio Pollaiuolo, Cennino Cennini et Andrea del Verrocchio. Michel-Ange y a également sculpté le célèbre David, aujourd'hui conservé à la galerie de l'Académie.
Le musée possède une longue série de vestiges romains et une vaste collection d'art sacré (reliquaires, crucifix...). 
Le musée conserve également les projets et dessins de la construction du centre historique, deux salles consacrées à Filippo Brunelleschi et divers outillages (poulies, échafaudages…) ayant servi à l'érection de la cathédrale.

## Œuvres
- Madeleine pénitente de Donatello.
- Saint Matthieu Bernardo Ciuffagni.
- Saint Luc de Nanni di Banco.
- La Pietà aux quatre figures (dite Bandini)  de Michel-Ange.
- Vierge à l'Enfant d'Arnolfo di Cambio.
- Sainte Réparate d'Andrea Pisano.
- L'autel d'argent du baptistère San Giovanni dont la réalisation, agrémenté d'émaux et de dorures, exigera 400 kg d'argent, financé par l'Arte di Calimala.
- La châsse pour la relique de l'index de saint Jean-Baptiste, décorée d'or, d'argent et de perles financée par l'Arte di Calimala, détruite pendant les inondations de 1557 et remplacée depuis).

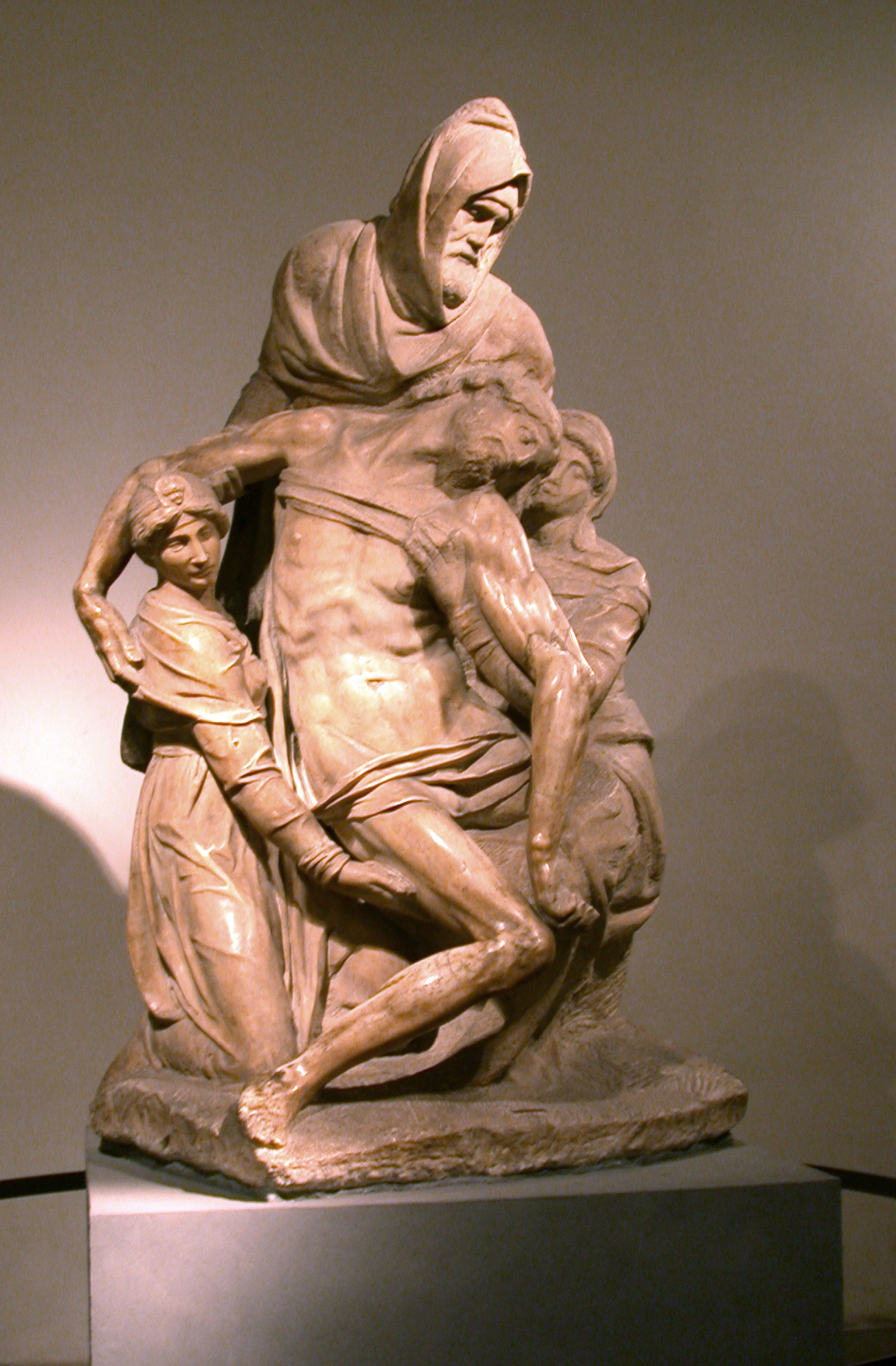
Michel-Ange, Pietà Bandini.
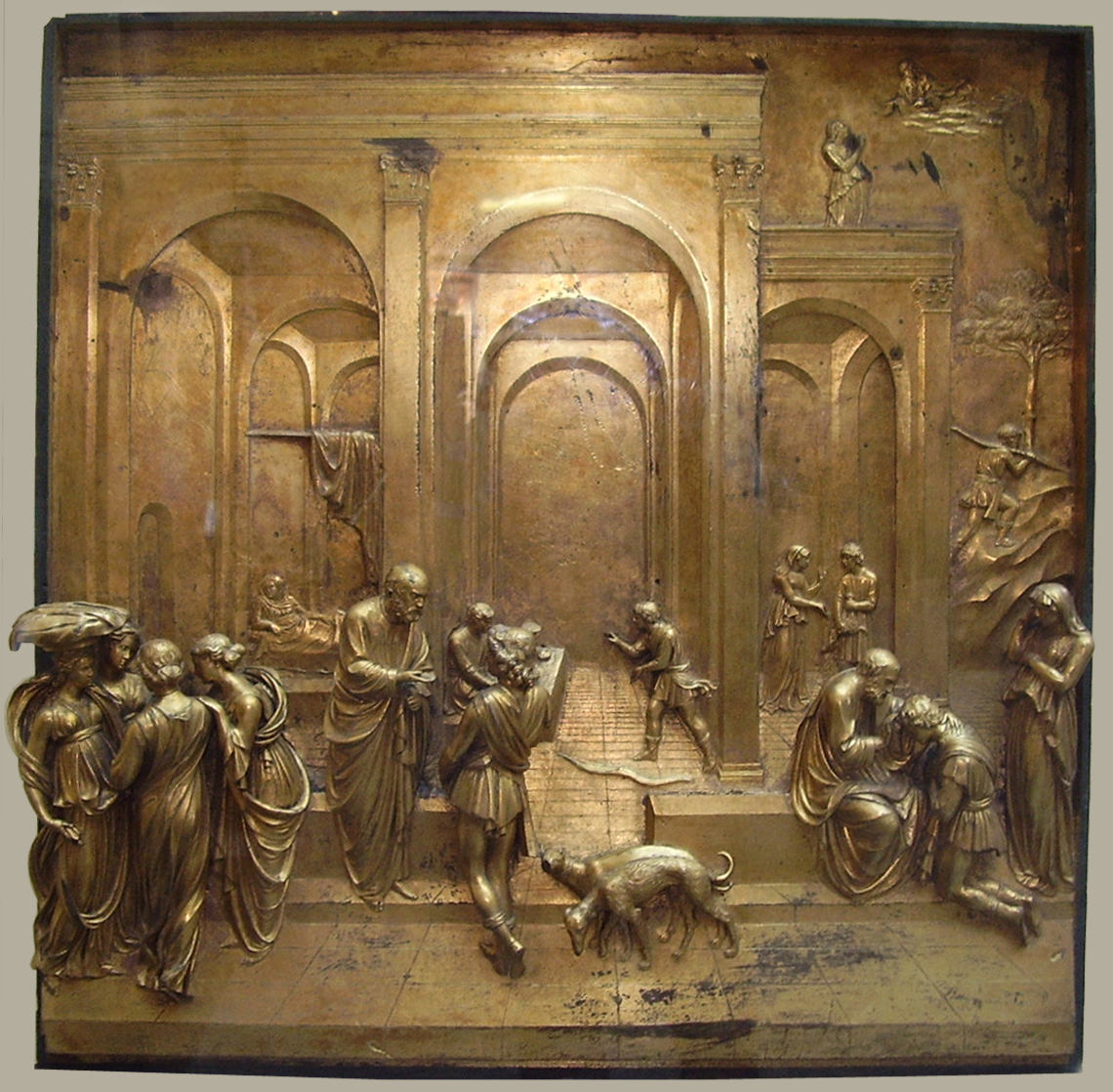
Lorenzo Ghiberti, Ésaü et Jacob, bas-relief du baptistère Saint-Jean.
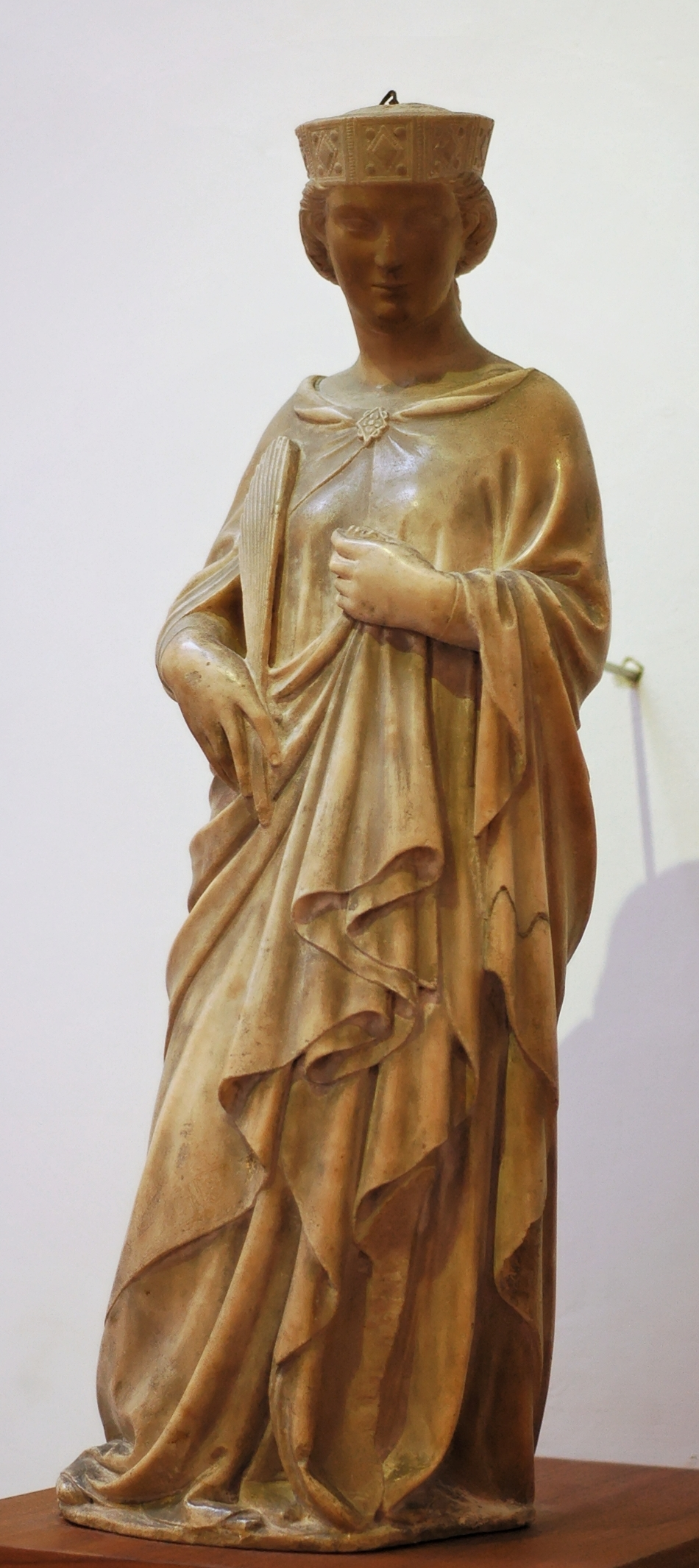
Andrea Pisano, Santa Reparata.

Les originaux des statues et des bas-reliefs placés dans les losanges et les hexagones du soubassement du campanile de Giotto :
- Les médaillons hexagonaux du premier registre, représentant la Chute originelle et la Rédemption par le travail ;
- Les losanges du second, comportant les figures symboliques des astres, des Vertus, des Arts libéraux et des Sacrements ;
- Les statues des prophètes et des sibylles des niches du second étage.

Médaillons du campanile de Giotto, 1334-1350.
Andrea Pisano, Hexagone de la Chute : La Création d'Adam.
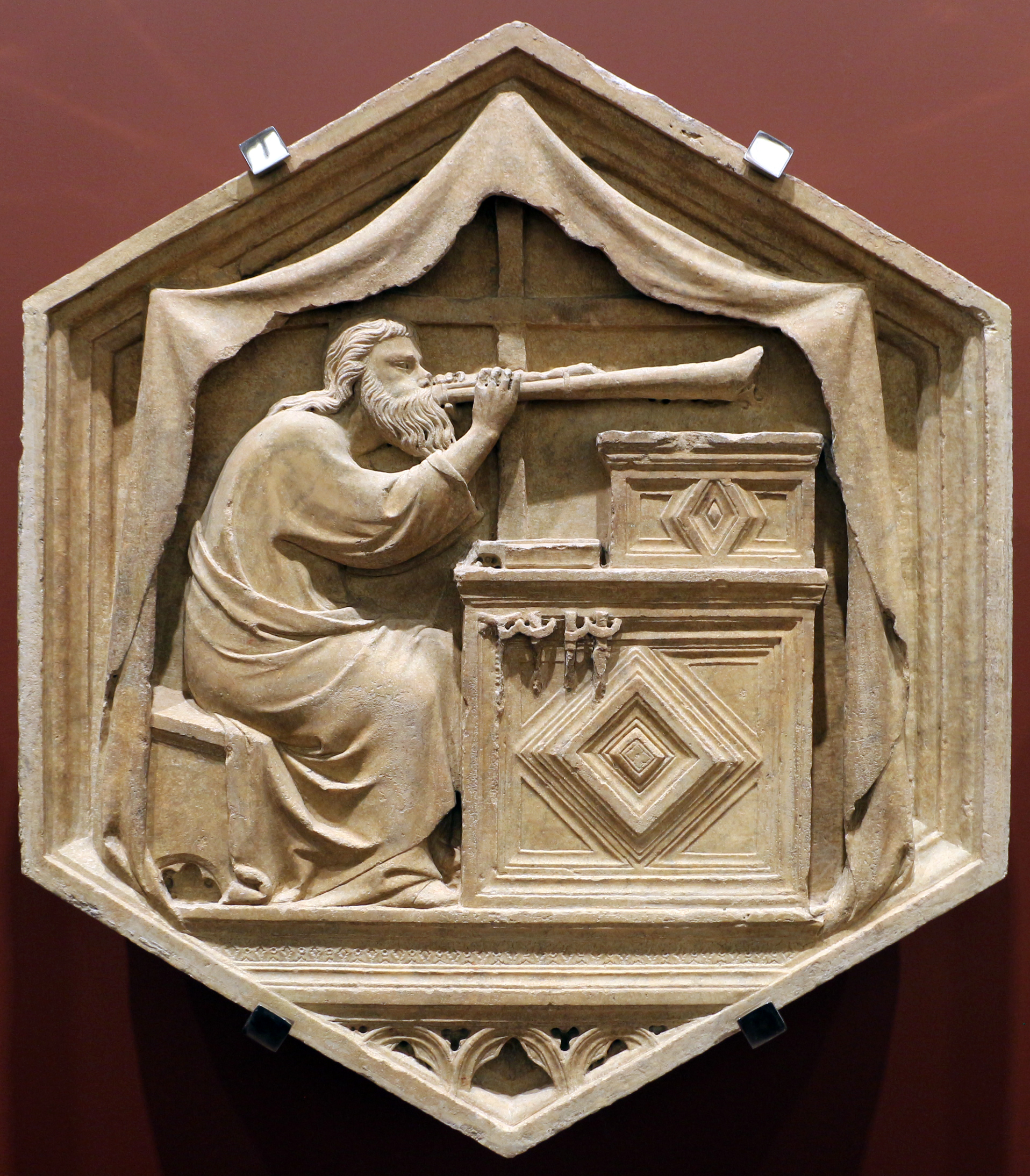
Andrea Pisano, Jubal découvre la musique.
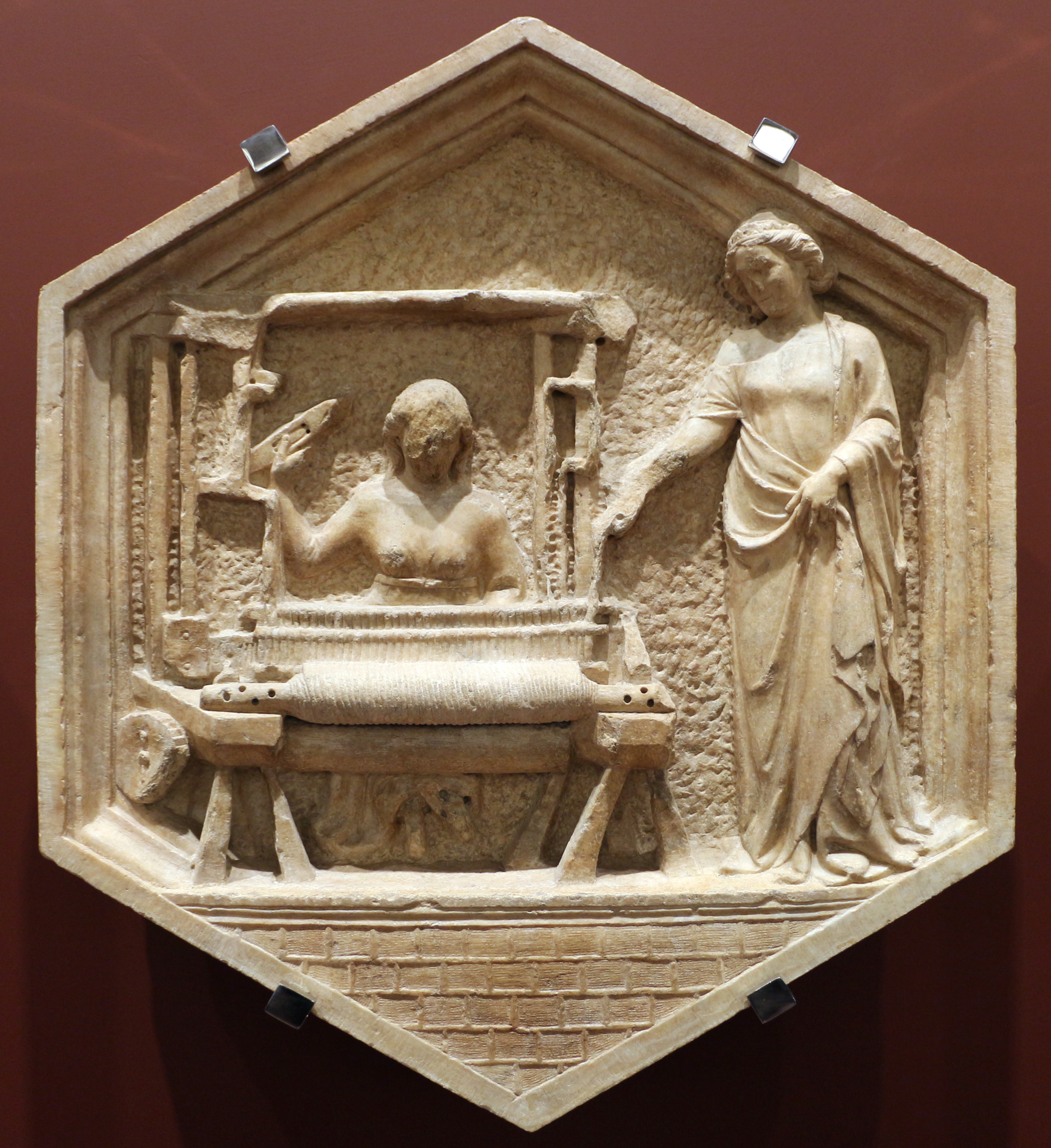
Andrea Pisano, Hexagone des arts libéraux : L'Art du tissage.

Losanges du campanile de Giotto, 1343-1360.
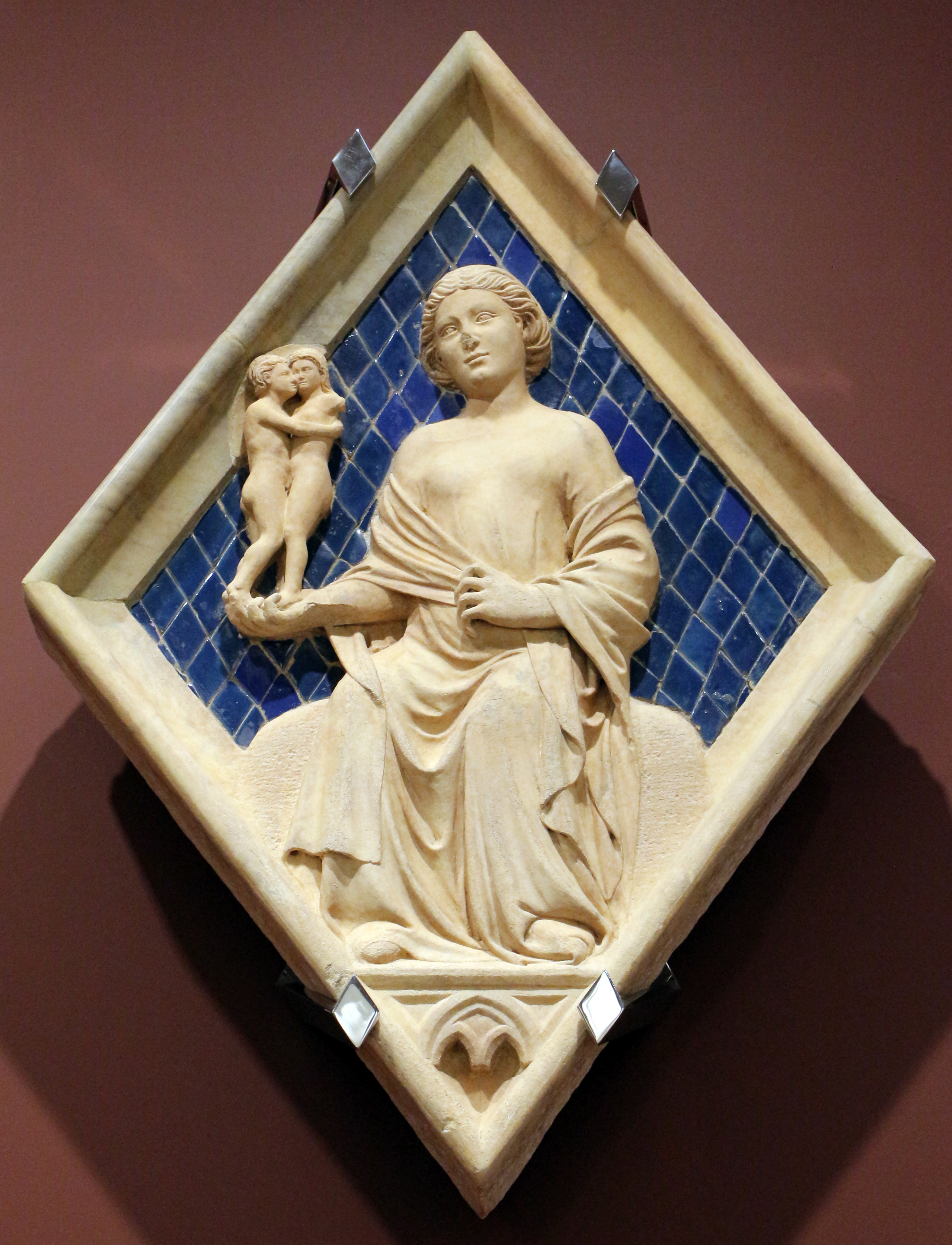
Losange des Astres : Vénus.
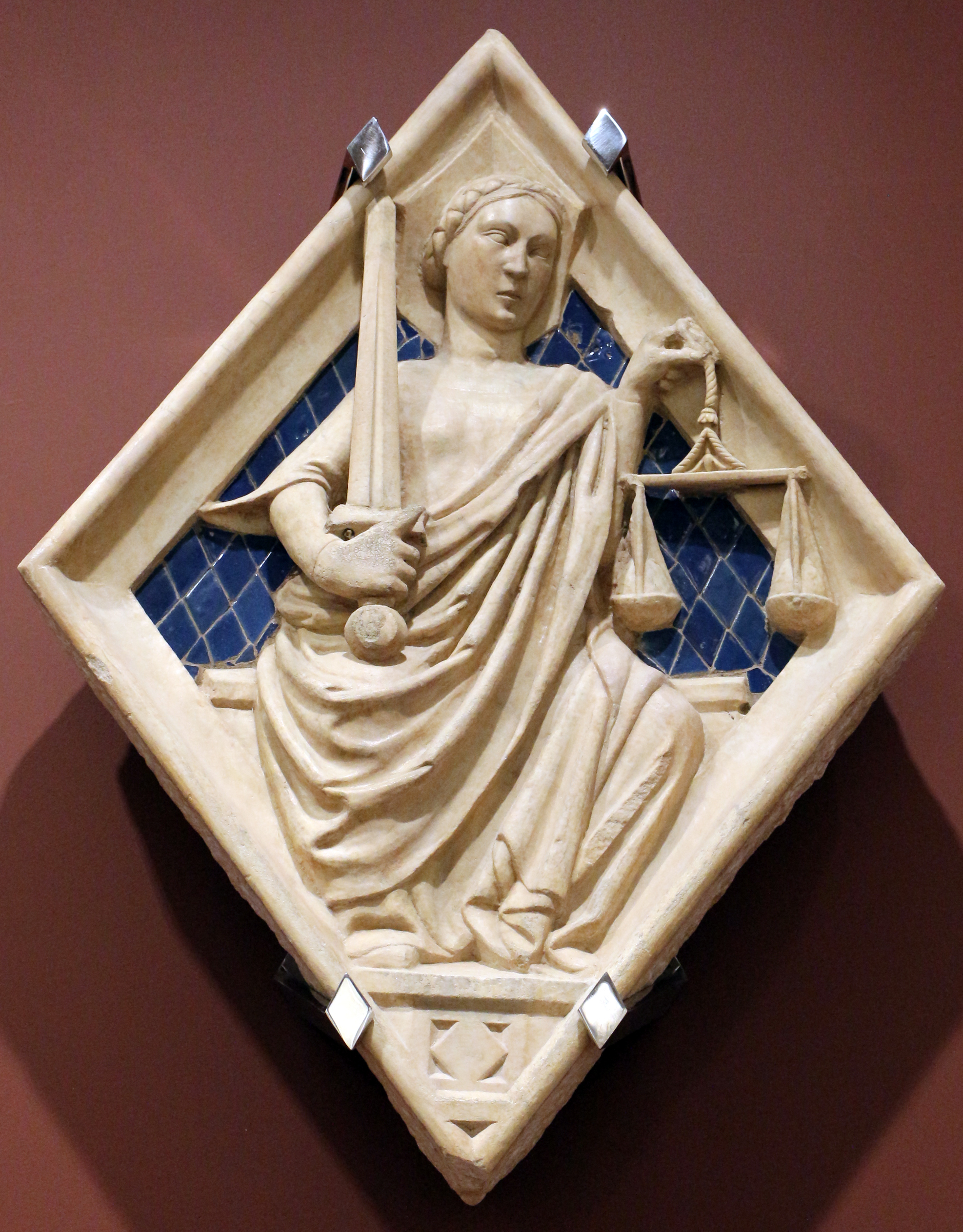
Losange des Vertus : La Justice.
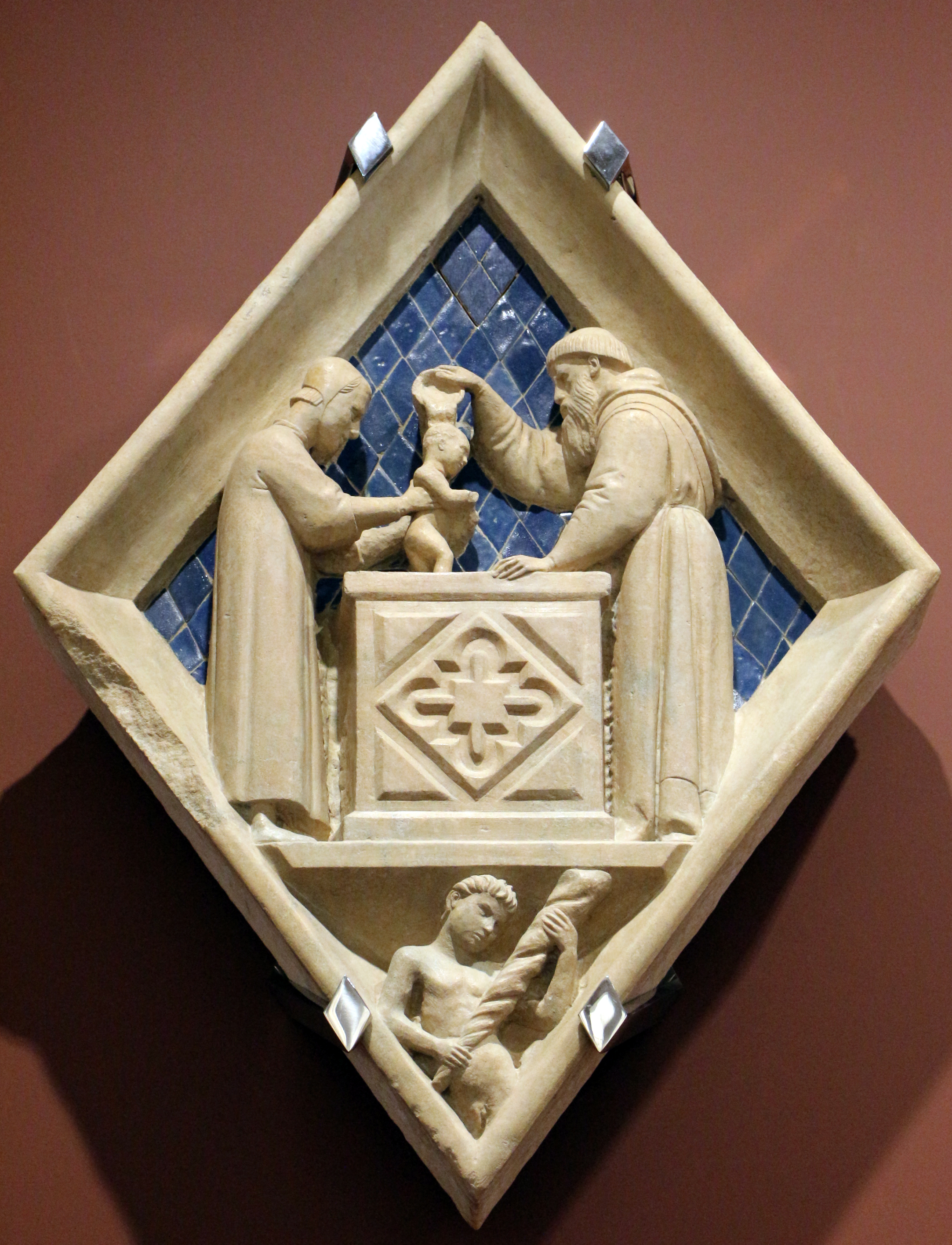
Losange des Sacrements : Le Baptême, par Maso di Banco.

## Source
- (it) Cet article est partiellement ou en totalité issu de l’article de Wikipédia en italien intitulé « Museo dell'Opera del Duomo » (voir la liste des auteurs).